# Hepatit B
Hepatit B är en av världens vanligaste allvarliga sjukdomar och den vanligaste bland hepatiterna. Då virus var nyupptäckt betecknades sjukdomen som Au-hepatit, på svenska "Au-gulsot" då viruset betecknades Au-antigen efter att först ha diagnostiserats hos aboriginer i Australien. Dessförinnan sammanfördes det som inte var "epidemisk gulsot" till "serumhepatit" eller "serumgulsot", varav hepatit B var en del och det som senare blev hepatit C en annan.
Mer än en femtedel av jordens befolkning har eller har haft sjukdomen; en kvarts miljard är kroniska smittbärare och över en halv miljon dödsfall inträffar årligen på grund av sjukdomen eller dess senkomplikationer i form av levercirrhos (skrumplever) eller primär levercellscancer.

## Sjukdomsbild
Färre än 10 % av barn och mellan 30 och 50 % vuxna som smittats får symtom med gulsot, blir ikteriska, vid akut hepatit B-infektion medan småbarn ofta är helt symtomfria, förutom att de får sjukliga leverblodvärden. Bland de som får symtom börjar sjukdomen ofta smygande med matleda, diffusa buksymtom, illamående och kräkningar. Febern är måttlig eller kan utebli helt. Diskreta hudutslag och ledvärk kan ibland föregå gulsoten. Cirka 1 % av vuxna som insjuknar avlider av leversvikt i sjukdomens akuta stadium och dödligheten är högre för dem som är över 40 år. Det är också ökad risk för dödlig utgång för gravida och nyfödda, som insjuknar.
Efter den akuta sjukdomsfasen är risken att utveckla kroniskt symtomfritt bärarskap omkring 90 % för barn smittade under spädbarnsåret; 20–50 % för smittade i åldrarna 1–5 år och 1–10 % för äldre barn och vuxna. Personer med nedsatt immunförsvar har också ökad risk för att utveckla kroniskt bärarskap. Bland dem som utvecklar kroniskt bärarskap med aktiv hepatit B-sjukdom antas 15–25 % utveckla och avlida i endera levercirrhos eller i levercellscancer efter upp till flera decennier om inte behandling ges. Uppskattningsvis orsakas globalt sett 50 % av levercellscancrarna av kronisk hepatit B-infektion.

## Sjukdomsorsak
Hepatit B-virus (HBV) är ett 42 nanometer stort DNA-virus som ingår i familjen Hepadnaviridae. Viruset består dels av ett hölje med ytantigen benämnt HBs-antigen (HBs-ag) och dels av en kärna med HBc-antigen (HBc-ag). I det kompletta viruset ingår även ett antigen benämnt HBe-antigen (HBe-ag). Utöver dessa för diagnostiken viktigaste antigenen finns ytterligare markörer som är kopplade till bland annat risk för komplikationer. De används även för epidemiologiska kartläggningar då de olika undergrupperna är fördelade olika över världen och de kan även användas vid smittspårning.
Den som tillfrisknar efter en hepatit B-infektion utvecklar antikroppar mot de olika antigenen som betecknas anti-HBs, anti-HBc respektive anti-HBe.
Hepatit B-viruset är det mest smittsamma bland de virus som sprids parenteralt bland människor. Smittsamheten bedöms exempelvis vara 50–100 gånger högre än den för HIV.

## Diagnostik
Vid misstänkt hepatit B-smitta undersöks ett blodprov först för HBs-ag och personen är smittsam om provet är positivt. Med hjälp av övriga antigen och antikroppar samt biokemiska analyser bedöms sjukdomens omfattning närmare. Är provet positivt för både anti-HBs och anti-HBc har personen haft hepatit B som med stor sannolikhet är kliniskt utläkt. Påvisas enbart anti-HBs visar det att personen är vaccinerad mot sjukdomen. Har personen fått hepatit B-vaccin eller specifikt hepatit B-gammaglobulin före provtagningen misstolkas analysresultaten lätt.
PCR-analys för virusets DNA är mer känslig än vanlig serologisk undersökning för HBs-ag och används för att bedöma indikation för antiviral behandling eller behandlingseffekt. Undersökningen kan även utföras för smittsamhetsbedömning vid oklara fall.

## Förekomst och epidemiologi
Sjukdomen är en av världens vanligaste allvarliga sjukdomar med enligt Världshälsoorganisationens (WHO) beräkningar mer än två miljarder människor som har eller har haft sjukdomen; 240 miljoner är kroniska smittbärare och att varje år dör över 600 000 personer på grund av sjukdomen eller dess senkomplikationer.
Världens högsta förekomst av kroniska smittbärare med HBs-ag omkring år 2010 fanns i Västafrika söder om Sahara med prevalens på ≥8%. Övriga Afrika söder om Sahara samt utefter ett bandformat område från Kaspiska havet och bort mot Kina och Korea samt vidare ner mot Sydostasien och genom Indonesien till Nya Guinea har lägre prevalens. Västeuropa liksom USA och Kanada har låg förekomst, det vill säga mindre än 2 % kroniska smittbärare.
I områden där förekomsten av hepatit B är hög med prevalens HBs-ag ≥8 % sker smittan framför allt under spädbarns- och tidiga barnaåren. I områden där HBs-ag har en prevalens på 2–7 % sker smittspridningen i alla åldersgrupper medan områden där HBs-ag förekommer med prevalens mindre än 2 % är det framför allt yngre vuxna som smittas via sexuella kontakter eller användning av orena injektionsverktyg. Även i områden med låg förekomst av sjukdomen kan en stor andel av de kroniska smittbärarna ha smittats under barndomen.

### Förekomst i Sverige
Sverige är bland de länder som har lägst förekomst av kronisk hepatit B-smittbärare med mindre än 0,5 % bärare i befolkningen. Under åren 2008–17 har antalet smittskyddsanmälda fall varit mellan 1 500 och 2 000 med i huvudsak kroniska smittbärare inflyttade från andra länder. Inhemskt smittade anges till omkring 100 fall årligen.

### Sjukdomsutbrott
Sveriges mest omfattande kända och någorlunda utredda utbrott med akut hepatit B inträffade bland orienterare i början av 1960-talet med över 600 insjuknade, den första så kallade orienterarsjukan.
"Gulsot" eller så kallad "leverkatarr" är bland de sjukdomar som förknippats med krig och oroligheter och under andra världskriget skedde spridningen även iatrogent. USA och dess allierade använde bland annat vaccin mot gula febern som stabiliserats med serum från 367 blodgivare varav 23 hade tidigare haft gulsot och åtminstone någon skulle ha varit ikterisk vid blodgivningen. Totalt gavs gula feber-vaccinet till cirka 330 000 soldater varav cirka 50 000 insjuknade i hepatit B. Senare uppföljning visade ingen statistisk signifikant överdödlighet i levercellscancer jämfört med kontrollgruppen, vilket med nuvarande kunskaper är förväntat då det rörde sig om vuxna personer som insjuknat.

## Reservoar
Människa är smittreservoaren för hepatit B då man inte funnit någon reservoar bland vilda djur. Bland djur anges schimpanser särskilt känsliga för smittan, men även de andra människoaporna är känsliga. Närbesläktade hepadnavirus finns hos jordekorrar, snöleoparder, gäss och hägrar, för att nämna några, men dessa virus smittar inte till människa.

## Inkubationstid
Tiden mellan smittillfället och insjuknandet är vanligen 60–90 dagar med ett spann på 45–180 dagar, i sällsynta fall ännu längre. HBs-ag kan ibland detekteras med känsliga analysmetoder redan 14 dagar efter smittillfället. Den stora variationen i inkubationstid beror dels på mängden virus som inokulerats och dels på inokulationssätt och värdfaktorer.

## Smittsätt
Smittvägen är parenteral, det vill säga via skador på hud och slemhinnor som utsatts för smittförande material från vävnader, blod eller kroppsvätskor. I västvärlden sker det framför allt via injektioner och sexuella kontakter medan det i högprevalenta områden är barn som smittas av mödrarna under spädbarnsåret eller av lekkamrater under de nästkommande barnaåren. Smittdosen är mycket låg och virus är motståndskraftigt så att det kan klara minst sju dagar på torra ytor, varför även indirekt smittspridning är åtminstone teoretiskt möjlig. Fecal-oral eller vektorburen smittspridning med insekter eller andra djur har inte kunnat fastställas.

## Riskgrupper

### Sverige och andra industrialiserade länder
Personer som delar injektionsutrustning och andra verktyg som exempelvis blandningsskedar eller dito koppar tillsammans med andra utgör den viktigaste riskgruppen. Tatuering- och piercingverksamhet under otillfredsställande hygieniska förhållanden som exempelvis ”kompispiercing” utgör smittrisk. Ovaccinerade interner och personal vid fängelser och andra institutioner där hepatit B-smittsamma personer vistas har ökad risk att smittas och detsamma gäller ovaccinerade hushållskontakter och sexualpartners till HBs-antigen positiva personer.
Vård och omsorg skall vara riskfri i dessa länder då alla blod- och transplantationsprodukter skall ha kontrollerats så att de är smittfria liksom att all utrustning som används också är det.

### Övriga länder
I länder med svag ekonomi finns ofta inte förutsättningar för vare sig engångsutrustning, autoklavering eller annan säker sterilisering av utrustning och ej heller smittestning av blodprodukter. Under de förhållandena är sjukvård en risk för smitta liksom arbete inom omvårdnad.
Lång tids vistelse, vanligen bedömd som mer än sex månaders vistelse med nära kontakt med lokabefolkningen i områden med mer än 2 % prevalens HBs-antigenbärare bedöms medföra generellt ökad smittrisk.

## Smittskyddsåtgärder

### Barnvaccination
Den enskilt viktigast åtgärden att bekämpa nuvarande pandemi är att vaccinera alla späd- och småbarn, vilket görs och redovisas för hela världen. Sverige är enda skandinaviska land som redovisar vaccinationsstatistik till WHO för år 2014 men delar näst sista plats i vaccinationstäckning med Somalia följt av endast Ekvatorialguinea. Övriga skandinaviska länder samt Storbritannien, Schweiz, Slovenien, Ungern och Japan utgör de länder som ej redovisar vaccinationsuppgifter. Efter Folkhälsomyndighetens föreskrift 2016 rekommenderas numer att alla spädbarn i Sverige vaccineras mot hepatit B. Regeringen har emellertid gjort ett undantag för barnvaccination mot hepatit B i det att staten ej svarar för vaccinkostnaden, vilket den gör för de andra rekommenderade barnvaccinen. Skälet är att hepatit B-vaccinationen ej bedöms vara kostnadseffektiv.
I områden där små barn smittas med hepatit B bryts smittspridningen mycket snabbt i och med att vaccinationsprogram inkluderande hepatit B kommer igång.

### Andra smittskyddsåtgärder
Ovaccinerade som utsätts för hepatit B-smitta har enligt smittskyddslagen rätt till kostnadsfri vaccination. Även personer som inkluderas till någon riskgrupp skall erbjudas vaccination. Likaså vaccineras på arbetsgivarens bekostnad delar av vård- och omsorgspersonal, som kan komma att utsättas för smitta i sitt arbete.
De förhållningsregler som skall ges vid diagnostiserad hepatit B, liksom uppföljning av att de följs ingår i samhällets smittskyddsåtgärder.

## Förebyggande åtgärder

### Sjukhushygien
Hepatit B utgjorde till för ett par decennier sedan ett reellt smitthot inom all sjukvård och bidrog till att engångsutrustning som sprutor, kanyler, katetrar med mera introducerades alltefter ekonomin tillät. Dyrare utrustning som används flera gånger autoklaveras eller desinficeras i möjligaste mån. Sedan upptäckten av ”Au-antigen” som orsak till gulsot har blod och blodprodukter som används inom västerländsk vård testats innan de används. Testerna har allteftersom förfinats och under 2000-talet är risken för att smitta sprids via dem och inte upptäcks mycket liten.
I länder med låg social och ekonomisk standard finns ofta inte resurser för nämnda åtgärder. Vid vaccinationskampanjer inom ramen för WHO, Unicef och motsvarande organisationer används engångsutrustning för injektioner och så kallade vaccinpistoler undviks för att förhindra spridning av hepatit B. Munstyckena på vaccinpistolerna kan förorenas vid "skottet" så smittsamt material kan spridas till de efterföljande som vaccineras med samma pistol.

## Anmälningsplikt och förhållningsregler
Hepatit B är allmänfarlig sjukdom enligt svensk smittskyddslag och därmed även smittspårningspliktig. Den smittade skall erhålla information samt bindande muntliga och skriftliga förhållningsregler av sin läkare och brott mot dessa kan innebära isolering efter domstolsbeslut.
Anmälningsplikt och smittskyddsåtgärder i andra länder varierar i hög grad från Finland och Norge som har likartade föreskrifter som Sverige till inga alls.

## Patientvård
Under infektionens akuta fas saknas specifik behandling utan vården är allmänt understödjande. Vid fulminant hepatit med snabbt och våldsamt förlopp kan ibland levertransplantation övervägas. Övergår sjukdomen i kroniskt tillstånd har under senare år tillkommit riktad behandling mot själva viruset med så kallade antivirala läkemedel. Ställningstagande till eventuell antiviral behandling grundas på bland annat mängden virus i blodet och hur inflammerad levern är. Vid svår leverinsufficiens eller levercellscancer kan levertransplantation vara livräddande.